# Jojo sucht das Glück
Jojo sucht das Glück er en tysksproget telenovela, som er produceret af Deutsche Welle for folk, der lærer tysk. 
Telenovelaen består af to sæsoner, hvoraf begge sæsoner er på 33 afsnit. Hvert afsnit varer omtrent tre minutter. 

## Handling
Hovedpersonen i serien, er Jojo (Joceline Rocha Santos) fra Brasilien, som flytter til Köln for at studere, her møder hun forskellige mennesker, som hun bliver venner med, men der opstår også en del konflikter. 
Jojo har skrevet sammen med Ben, som hun er vildt forelsket i, og som hun desperat og forgæves prøver på at møde. 
I sidste afsnit af sæson 1 møder Jojo Ben, som har været for næsen af hende hele tiden, en genert bartender på en bar, som hun ofte har været i. 

### Personer i sæson 1
- Jojo: Vi møder Jojo i afsnit 1[1], hvor hun lige er ankommet til Köln fra Maceió, Brasilien for at studere pædagogik, men hun vil faktisk hellere på kunsthøjskole. Hun er også kommet til Köln for at møde Ben, som hun har skrevet med i et halvt år på internettet. Hun opgiver dog håbet om at møde Ben, og falder langsomt for Mark, som også falder for hende. Hun bliver spillet af Dorothea Kriegl.
- Lena: Vi møder først Lena i slutningen af afsnit 4[2], hvor Jojo og Lena tilfældigvis griber fat i hver deres ende af et halstørklæde på et marked, de begynder at slås om det, men sælgeren har et ekstra halstørklæde mangen til det andet. Lena og Jojo bliver herefter rigtig gode veninder. Lena har en svaghed for mellemøstlige mænd, og da hun finder et kærlighedsbrev fra Reza i sin jakke, er hun helt solgt. Hun bliver spillet af Sarah Peitz.
- Mark: Vi møder Mark i første afsnit, da han tilfældigvis kører den Taxi, som Jojo vil køre med. I afsnit 2[3], da Jojo tager hen for at møde sine udlejere, som hun tror er kvinder, finder hun chokeret ud af, at det er Mark og Reza, som omvendt troede, at Jojo var en mand. Mark sløser med studiet og er i dårligt humør pga. bruddet med Carla. Han bruger sin tid på at hænge ud i sin og Rezas lejlighed samt på at køre Taxi. Han bliver spillet af Michael Behrendt.
- Reza: Vi møder iraneren Reza i første afsnit, hvor han tilfældigvis støder ind i Jojo. Reza bliver forelsket i Lena, men han er så vild med hende, at han ikke ved, hvad han skal sige, men de bliver kærester til sidst. Reza læser til arkitekt. Han bliver spillet af Alexis Schvartzman.
- Carla: Carla er Marks ekskæreste, som Jojo møder lige efter sin optagelsesprøve i afsnit 8[4]. Carla og Jojo bliver veninder og vil hjælpe hinanden med studierne, pludselig støder Jojo og Clara ind i Mark, Jojo vidste ikke at Clara var Marks eks. Hun bliver spillet af Sara Gharibi.
- Ben: Vi hører først om Ben, som i virkeligheden hedder Lutz, i afsnit 3[5], hvor Jojo skriver en e-mail til ham, det er tydeligt, at hun er meget glad for ham, de har skrevet i et halvt år sammen over nettet og har aldrig mødt hinanden. Ben bor også i Köln. I afsnit 33[6] finder Jojo ud af, at Ben har løjet for hende, om hvem han er, hvad han hedder, hvad han laver og hvordan han ser ud. Jojo mødte allerede "Ben" i afsnit 16 i en café, hvor Lutz arbejder som tjener. Han bliver spillet af Jörg Schlüter.
- Alex: Har en mindre rolle i sæson 1, han er homoseksuel, hvilket han afslører i afsnit 28[7], vi møder ham første gang i afsnit 5, hvor han afbryder Lena og Jojo, mens de står foran et kebab-hus, for at fortælle dem, at de har den bedste falafel der. Alex og Clara går på det samme studie. Alex opdager Bens sande identitet, da han i afsnit 29[8] fanger Lutz i at skrive en e-mail til Jojo. Han bliver spillet af Simon Mehlich.